# 尤爾基夫卡 (斯塔維謝區)
49°19′20″N 30°5′37″E / 49.32222°N 30.09361°E
尤爾基夫卡（烏克蘭語：Юрківка）是位於烏克蘭北部的村莊，由基辅州白采爾克瓦區的斯塔維謝市鎮負責管轄。該村處於托爾茨河畔，始建於1664年，面積1.71平方公里，海拔高度254米，2001年人口512。